# فهرست کشورها بر پایه ذخایر نفتی

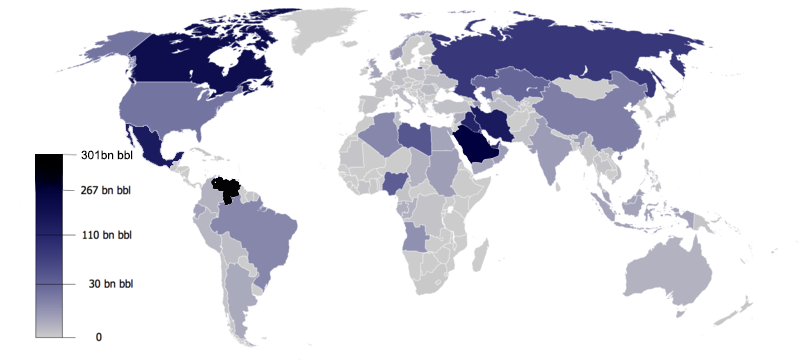

فهرست کشورها بر پایه ذخایر نفتی اثبات شده به نقل از رزرو بوک نفت در نوامبر ۲۰۱۴.
|    | کشور                  | ذخایر (بشکه)      | درصد جهان |
| -- | --------------------- | ----------------- | --------- |
| ۱  | 🇻🇪 ونزوئلا            | ۳۰۲٬۸۰۹٬۰۰۰٬۰۰۰   | ۲۱٫۳۱٪    |
| ۲  | عربستان سعودی         | ۲۵۸٬۰۲۶٬۰۰۰٬۰۰۰   | ۱۹٫۰۰٪    |
| ۳  | 🇮🇷 ایران              | ۲۰۸٬۶۰۰٬۰۰۰٬۰۰۰   | ۱۸٫۰٪     |
| ۴  | کانادا                | ۱۶۷٬۸۹۶٬۰۰۰٬۰۰۰   | ۹٫۰۰٪     |
| ۵  | عراق                  | ۱۴۵٬۰۱۹٬۰۰۰٬۰۰۰   | ۸٫۲۶٪     |
| ۶  | کویت                  | ۱۰۴٬۰۰۰٬۰۰۰٬۰۰۰   | ۷٫۴۷٪     |
| ۷  | امارات متحده عربی     | ۹۸٬۶۳۰٬۰۰۰٬۰۰۰    | ۷٫۰۲٪     |
| ۸  | روسیه                 | ۸۰٬۰۰۰٬۰۰۰٬۰۰۰    | ۵٫۳۳٪     |
| ۹  | لیبی                  | ۴۷٬۰۰۰٬۰۰۰٬۰۰۰    | ۳٫۳۸٪     |
| ۱۰ | نیجریه                | ۳۷٬۵۰۰٬۰۰۰٬۰۰۰    | ۲٫۶۹٪     |
| ۱۱ | قزاقستان              | ۳۰٬۰۰۰٬۰۰۰٬۰۰۰    | ۲٫۱۵٪     |
| ۱۲ | قطر                   | ۲۵٬۴۱۰٬۰۰۰٬۰۰۰    | ۱٫۸۲٪     |
| ۱۳ | ایالات متحده آمریکا   | ۲۰٬۶۸۰٬۰۰۰٬۰۰۰    | ۱٫۴۸٪     |
| ۱۴ | چین                   | ۲۰٬۳۵۰٬۰۰۰٬۰۰۰    | ۱٫۴۶٪     |
| ۱۵ | آنگولا                | ۱۳٬۵۰۰٬۰۰۰٬۰۰۰    | ۰٫۹۷٪     |
| ۱۶ | الجزایر               | ۱۳٬۴۲۰٬۰۰۰٬۰۰۰    | ۰٫۹۶٪     |
| ۱۷ | برزیل                 | ۱۳٬۲۰۰٬۰۰۰٬۰۰۰    | ۰٫۹۵٪     |
| ۱۸ | مکزیک                 | ۱۲٬۴۲۰٬۰۰۰٬۰۰۰    | ۰٫۸۹٪     |
| ۱۹ | جمهوری آذربایجان      | ۷٬۰۰۰٬۰۰۰٬۰۰۰     | ۰٫۵۰٪     |
| ۲۰ | سودان                 | ۶٬۸۰۰٬۰۰۰٬۰۰۰     | ۰٫۴۹٪     |
| ۲۱ | نروژ                  | ۶٬۶۸۰٬۰۰۰٬۰۰۰     | ۰٫۴۸٪     |
| ۲۲ | اکوادور               | ۶٬۵۴۲٬۰۰۰٬۰۰۰     | ۰٫۴۷٪     |
| ۲۳ | هند                   | ۵٬۸۰۰٬۰۰۰٬۰۰۰     | ۰٫۴۲٪     |
| ۲۴ | عمان                  | ۵٬۵۰۰٬۰۰۰٬۰۰۰     | ۰٫۳۹٪     |
| —  | اتحادیه اروپا         | ۵٬۴۵۳٬۰۰۰٬۰۰۰     | ۰٫۳۹٪     |
| ۲۵ | ویتنام                | ۴٬۷۰۰٬۰۰۰٬۰۰۰     | ۰٫۳۴٪     |
| ۲۶ | مصر                   | ۴٬۳۰۰٬۰۰۰٬۰۰۰     | ۰٫۳۱٪     |
| ۲۷ | اندونزی               | ۴٬۰۵۰٬۰۰۰٬۰۰۰     | ۰٫۲۹٪     |
| ۲۸ | استرالیا              | ۳٬۳۱۸٬۰۰۰٬۰۰۰     | ۰٫۲۴٪     |
| ۲۹ | یمن                   | ۳٬۱۶۰٬۰۰۰٬۰۰۰     | ۰٫۲۳٪     |
| ۳۰ | بریتانیا              | ۳٬۰۸۴٬۰۰۰٬۰۰۰     | ۰٫۲۲٪     |
| ۳۱ | مالزی                 | ۲٬۹۰۰٬۰۰۰٬۰۰۰     | ۰٫۲۱٪     |
| ۳۲ | سوریه                 | ۲٬۵۰۰٬۰۰۰٬۰۰۰     | ۰٫۱۸٪     |
| ۳۳ | آرژانتین              | ۲٬۳۸۶٬۰۰۰٬۰۰۰     | ۰٫۱۷٪     |
| ۳۴ | گابن                  | ۲٬۰۰۰٬۰۰۰٬۰۰۰     | ۰٫۱۴٪     |
| ۳۵ | کلمبیا                | ۱٬۹۰۰٬۰۰۰٬۰۰۰     | ۰٫۱۴٪     |
| ۳۶ | جمهوری کنگو           | ۱٬۶۰۰٬۰۰۰٬۰۰۰     | ۰٫۱۱٪     |
| ۳۷ | چاد                   | ۱٬۵۰۰٬۰۰۰٬۰۰۰     | ۰٫۱۱٪     |
| ۳۸ | برونئی                | ۱٬۱۰۰٬۰۰۰٬۰۰۰     | ۰٫۰۸٪     |
| ۳۹ | گینه استوایی          | ۱٬۱۰۰٬۰۰۰٬۰۰۰     | ۰٫۰۸٪     |
| ۴۰ | دانمارک               | ۱٬۰۶۰٬۰۰۰٬۰۰۰     | ۰٫۰۸٪     |
| ۴۱ | ترینیداد و توباگو     | ۷۲۸٬۳۰۰٬۰۰۰       | ۰٫۰۵٪     |
| ۴۲ | رومانی                | ۶۰۰٬۰۰۰٬۰۰۰       | ۰٫۰۴٪     |
| ۴۳ | ترکمنستان             | ۶۰۰٬۰۰۰٬۰۰۰       | ۰٫۰۴٪     |
| ۴۴ | ازبکستان              | ۵۹۴٬۰۰۰٬۰۰۰       | ۰٫۰۴٪     |
| ۴۵ | تیمور شرقی            | ۵۵۳٬۸۰۰٬۰۰۰       | ۰٫۰۴٪     |
| ۴۶ | پرو                   | ۴۷۰٬۸۰۰٬۰۰۰       | ۰٫۰۳٪     |
| ۴۷ | بولیوی                | ۴۶۵٬۰۰۰٬۰۰۰       | ۰٫۰۳٪     |
| ۴۸ | پاکستان               | ۴۳۶٬۲۰۰٬۰۰۰       | ۰٫۰۳٪     |
| ۴۹ | تایلند                | ۴۳۰٬۰۰۰٬۰۰۰       | ۰٫۰۳٪     |
| ۵۰ | تونس                  | ۴۲۵٬۰۰۰٬۰۰۰       | ۰٫۰۳٪     |
| ۵۱ | ایتالیا               | ۴۲۳٬۷۰۰٬۰۰۰       | ۰٫۰۳٪     |
| ۵۲ | اوکراین               | ۳۹۵٬۰۰۰٬۰۰۰       | ۰٫۰۳٪     |
| ۵۳ | آلمان                 | ۲۷۶٬۰۰۰٬۰۰۰       | ۰٫۰۲٪     |
| ۵۴ | ترکیه                 | ۲۶۲٬۲۰۰٬۰۰۰       | ۰٫۰۲٪     |
| ۵۵ | ساحل عاج              | ۲۵۰٬۰۰۰٬۰۰۰       | ۰٫۰۲٪     |
| ۵۶ | کامرون                | ۲۰۰٬۰۰۰٬۰۰۰       | ۰٫۰۱٪     |
| ۵۷ | آلبانی                | ۱۹۹٬۱۰۰٬۰۰۰       | ۰٫۰۱٪     |
| ۵۸ | بلاروس                | ۱۹۸٬۰۰۰٬۰۰۰       | ۰٫۰۱٪     |
| ۵۹ | جمهوری دموکراتیک کنگو | ۱۸۰٬۰۰۰٬۰۰۰       | ۰٫۰۱٪     |
| ۶۰ | کوبا                  | ۱۷۸٬۹۰۰٬۰۰۰       | ۰٫۰۱٪     |
| ۶۱ | پاپوآ گینه نو         | ۱۷۰٬۰۰۰٬۰۰۰       | ۰٫۰۱٪     |
| ۶۲ | فیلیپین               | ۱۶۸٬۰۰۰٬۰۰۰       | ۰٫۰۱٪     |
| ۶۳ | شیلی                  | ۱۵۰٬۰۰۰٬۰۰۰       | ۰٫۰۱٪     |
| ۶۴ | اسپانیا               | ۱۵۰٬۰۰۰٬۰۰۰       | ۰٫۰۱٪     |
| ۶۵ | بحرین                 | ۱۲۴٬۶۰۰٬۰۰۰       | ۰٫۰۱٪     |
| ۶۶ | فرانسه                | ۱۰۱٬۲۰۰٬۰۰۰       | ۰٫۰۱٪     |
| ۶۷ | موریتانی              | ۱۰۰٬۰۰۰٬۰۰۰       | ۰٫۰۱٪     |
| ۶۸ | هلند                  | ۱۰۰٬۰۰۰٬۰۰۰       | ۰٫۰۱٪     |
| ۶۹ | مراکش                 | ۱۰۰٬۰۰۰٬۰۰۰       | ۰٫۰۱٪     |
| ۷۰ | لهستان                | ۹۶٬۳۸۰٬۰۰۰        | ۰٫۰۱٪     |
| ۷۱ | اتریش                 | ۸۹٬۰۰۰٬۰۰۰        | ۰٫۰۱٪     |
| ۷۲ | گواتمالا              | ۸۳٬۰۷۰٬۰۰۰        | ۰٫۰۱٪     |
| ۷۳ | سورینام               | ۷۹٬۶۰۰٬۰۰۰        | ۰٫۰۱٪     |
| ۷۴ | صربستان               | ۷۷٬۵۰۰٬۰۰۰        | ۰٫۰۱٪     |
| ۷۵ | کرواسی                | ۷۳٬۳۵۰٬۰۰۰        | ۰٫۰۱٪     |
| ۷۶ | نیوزیلند              | ۶۰٬۰۰۰٬۰۰۰        | ۰٫۰۰٪     |
| ۷۷ | میانمار               | ۵۰٬۰۰۰٬۰۰۰        | ۰٫۰۰٪     |
| ۷۸ | ژاپن                  | ۴۴٬۱۲۰٬۰۰۰        | ۰٫۰۰٪     |
| ۷۹ | قرقیزستان             | ۴۰٬۰۰۰٬۰۰۰        | ۰٫۰۰٪     |
| ۸۰ | گرجستان               | ۳۵٬۰۰۰٬۰۰۰        | ۰٫۰۰٪     |
| ۸۱ | بنگلادش               | ۲۸٬۰۰۰٬۰۰۰        | ۰٫۰۰٪     |
| ۸۲ | مجارستان              | ۲۶٬۵۷۰٬۰۰۰        | ۰٫۰۰٪     |
| ۸۳ | بلغارستان             | ۱۵٬۰۰۰٬۰۰۰        | ۰٫۰۰٪     |
| ۸۴ | آفریقای جنوبی         | ۱۵٬۰۰۰٬۰۰۰        | ۰٫۰۰٪     |
| ۸۵ | جمهوری چک             | ۱۵٬۰۰۰٬۰۰۰        | ۰٫۰۰٪     |
| ۸۶ | غنا                   | ۱۵٬۰۰۰٬۰۰۰        | ۰٫۰۰٪     |
| ۸۷ | لیتوانی               | ۱۲٬۰۰۰٬۰۰۰        | ۰٫۰۰٪     |
| ۸۸ | تاجیکستان             | ۱۲٬۰۰۰٬۰۰۰        | ۰٫۰۰٪     |
| ۸۹ | یونان                 | ۱۰٬۰۰۰٬۰۰۰        | ۰٫۰۰٪     |
| ۹۰ | اسلواکی               | ۹٬۰۰۰٬۰۰۰         | ۰٫۰۰٪     |
| ۹۱ | بنین                  | ۸٬۰۰۰٬۰۰۰         | ۰٫۰۰٪     |
| ۹۲ | بلیز                  | ۶٬۷۰۰٬۰۰۰         | ۰٫۰۰٪     |
| ۹۳ | تایوان                | ۲٬۸۰۰٬۰۰۰         | ۰٫۰۰٪     |
| ۹۴ | باربادوس              | ۱٬۷۹۰٬۰۰۰         | ۰٫۰۰٪     |
| ۹۵ | اردن                  | ۱٬۰۰۰٬۰۰۰         | ۰٫۰۰٪     |
| ۹۶ | اتیوپی                | ۴۳۰٬۰۰۰           | ۰٫۰۰٪     |
| -  | مجموع                 | ۱٬۳۹۲٬۴۶۱٬۰۵۰٬۰۰۰ | ۱۰۰٫۰۰٪   |